# Déry István
Déry István, Mráz (Szekszárd-Báta, 1792 – Diósgyőr, 1862. január 8.) magyar színész, író, műfordító, később a diósgyőri királyi uradalom tiszttartója.

## Élete
A magyar színészet alapítóinak egyike, később a diósgyőri királyi koronai uradalom tiszttartója volt. Felesége, Déryné Széppataki Róza így írt róla:
„Mikor én a színházba kerültem, Déry úr már rég színész volt. Ő Pesten járt iskolába s szekszárdi születésű volt. Sem atyja, sem anyja nem élt már, de férfi testvérei voltak többen. Mikor az iskolákat végezte, kedve jött a színészethez és színész lett. Mint mondá, eleget pirongatta érte legöregebb bátyja Déry János, ki professor volt Szekszárdon; de nem ért semmit, ő színész maradt; adta az intrikusokat, másodszerelmeseket, énekelt is jól és játszott minden néven nevezendő hangszeren összevissza.”
1813. február 1-jén a pesti belvárosi plébánia templomában feleségül vette Széppataki (Schenbach) Rozália színésznőt, akitől évekig különváltan élt. 1817-ben visszavonult a színpadtól, és kincstári uradalmi tisztviselő lett. Halálát vízkór okozta.

## Fordításai
- Friedrich Wilhelm Ziegler: Asszonyi érdem (1810)
- Estvéli óra (1810)
- Franz Kratter: Péter czár utazása vagy a livoniai asztalos (1810)
- Weissenthurn Johanna: Gyökeres orvoslás (1811)
- August von Kotzebue: Szenvedő Ida (1813)
- Körner: Hedvig, a bandita mátka, vagy háladatosság példája (1814)
- Lembert: A fösvény atya és a pazarló fiú (1832)
- Houwald E.: A világító torony (1833)
- Friedrich Schiller: Stuart Mária (1835)
- Ignaz Franz Castelli: A helvecziai család (1835)
- Hell T.: Tizenhat évű királyné (1835)